# Sekstet Seyferta

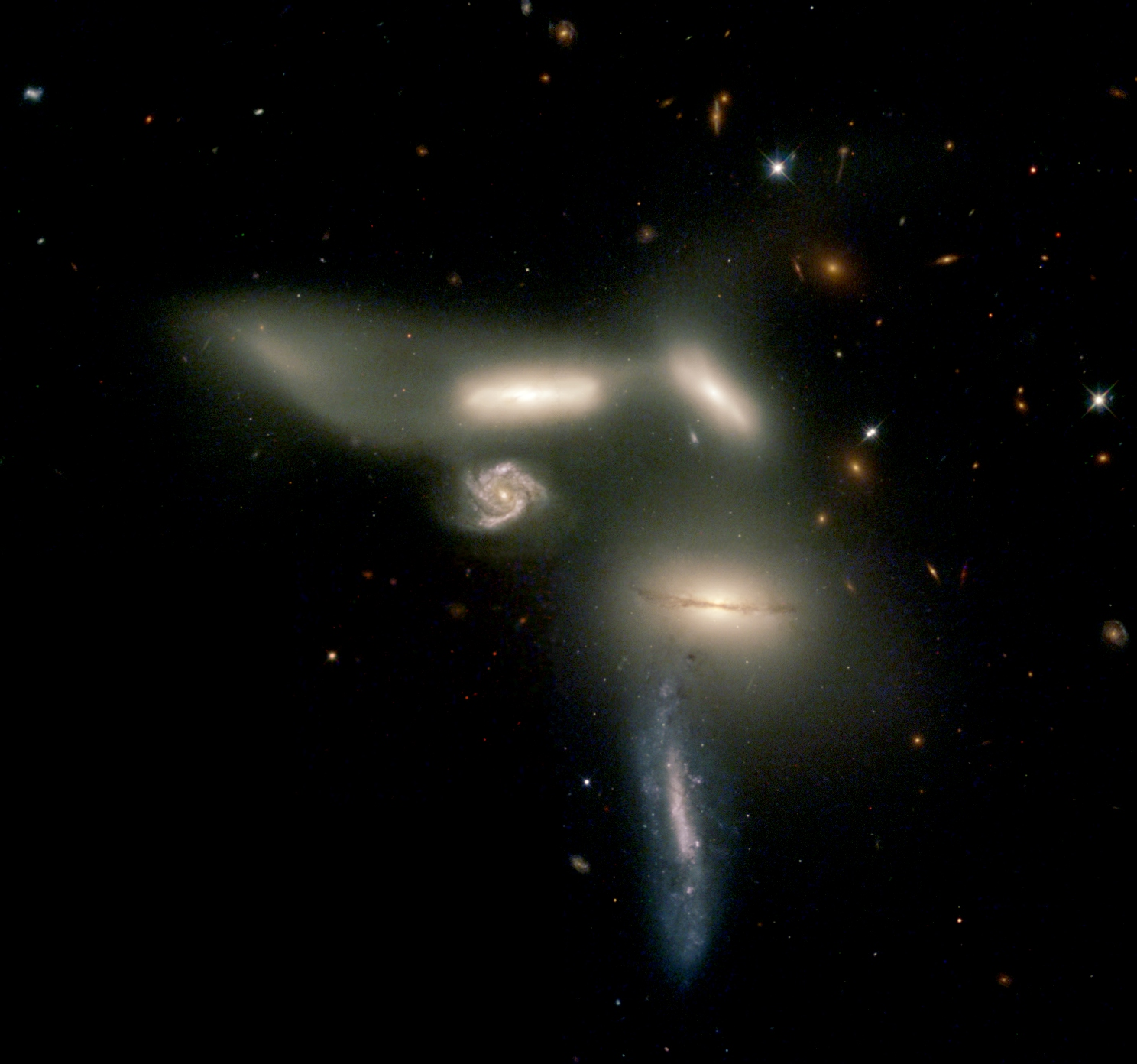
Sekstet Seyferta (HST)

Sekstet Seyferta (również Hickson 79) – zwarta grupa galaktyk powiązanych ze sobą grawitacyjnie. Została odkryta w 1951 roku przez Carla Seyferta przy użyciu płyty fotograficznej wykonanej w Obserwatorium Barnarda przy Uniwersytecie Vanderbilt. W czasie opublikowania danych była to najbardziej zwarta grupa galaktyk. Znajduje się w głowie konstelacji Węża.

## Opis
Sekstet Seyferta znajduje się w odległości 190 milionów lat świetlnych od Ziemi. Grupa ta zawiera cztery zniekształcone oddziaływaniami grawitacyjnymi galaktyki spiralne zajmujące obszar mniejszy niż Droga Mleczna oraz leżącą przypadkowo w tle, widzianą z góry galaktykę spiralną i zniekształconą chmurę gwiazd. Ostatecznie połączone ze sobą galaktyki utworzą jedną olbrzymią galaktykę eliptyczną.
Każda z galaktyk grupy ma średnicę około 35 tysięcy lat świetlnych. Znajdująca się w centrum grupy i widoczna prawie w płaszczyźnie dysku galaktyka spiralna pozostaje stosunkowo niezaburzona, choć jest członkiem oddziałującej grupy. Większość jej gwiazd pozostaje w jej wnętrzu. Trzy galaktyki noszą wyraźne ślady silnego wzajemnego oddziaływania. Ich zaburzone kształty sugerują, że są poddawane niszczącemu ich wewnętrzną strukturę wpływowi grawitacji. Widoczne wokół nich halo wskazuje, że z tych galaktyk pod wpływem siły przyciągania są wyrywane gwiazdy. Galaktyka widoczna na dole zdjęcia ma długi, ciągnący się 35 tysięcy lat świetlnych warkocz gwiazd. Prawdopodobnie został on wyrwany z galaktyki około 500 milionów lat temu. Spiralna galaktyka tła znajduje się prawie pięć razy dalej niż reszta grupy i nie jest powiązana z nią grawitacyjnie. Chmura gwiazd powstała pod wpływem sił pływowych oddziałujących na siebie galaktyk.
W Sekstecie Seyferta, w odróżnieniu od innych układów oddziałujących na siebie galaktyk, nie zauważono charakterystycznych regionów pełnych młodych niebieskich gwiazd. Powstawanie takich regionów jest charakterystycznym elementem oddziaływań pomiędzy galaktykami. Brak obszarów formowania się gwiazd sugeruje istnienie jakiejś różnicy pomiędzy Sekstetem Seyferta a podobnymi systemami. Może ona polegać na tym, że widzimy sam początek oddziaływania grupy galaktyk i obszary formowania gwiazd nie zdążyły jeszcze powstać.

## Galaktyki Sekstetu Seyferta
| Nazwa                   | Typ          | Odległość od Słońca (w mln lat świetlnych) | Wielkość gwiazdowa |
| ----------------------- | ------------ | ------------------------------------------ | ------------------ |
| NGC 6027                | S0 pec.      | ~190                                       | +14,7              |
| NGC 6027a               | S0 pec.      | ~190                                       | +15,4              |
| NGC 6027b               | SAa pec.     | ~190                                       | +15,4              |
| NGC 6027c               | SB(S)c       | ~190                                       | +16                |
| NGC 6027d galaktyka tła | SB(S)bc pec. | ~877                                       | +15,6              |
| NGC 6027e chmura gwiazd | SB0 pec.     | ~190                                       | +16,5              |